# Григорий Истома
Григорий Истома (Истома Малый, иногда Григорьев; ум. после 1526) — русский дипломат и путешественник, переводчик при дворе Ивана III и Василия III. Известен главным образом как первопроходец западного отрезка Северного морского пути.
Будучи направлен в 1496 году послом в Данию, из-за сложных отношений укрепляющегося Русского государства со Швецией был вынужден добираться до пункта назначения арктическим обходным маршрутом: из устья Северной Двины через Белое, Баренцево, Норвежское и Северное моря. В результате он одним из первых описал Карелию, принес сообщения о саамах, северных оленях, природе Кольского полуострова, мысе Святой Нос и полуострове Рыбачий, первым упомянул Беломорско-Кулойское плато, задолго до англичанина Ричарда Ченслера (1553) обогнул морем Скандинавский полуостров, в том числе, обойдя мыс Нордкап (двигаясь, в отличие от Ченслера, с востока на запад). Высадившись в районе Тронхейма, в итоге добрался до Дании. 
Своё путешествие Истома пересказал имперскому послу Сигизмунду фон Герберштейну, который изложил его в своей книге «Записки о Московии».